# Kreis Putbus
| Basisdaten                         | Basisdaten         |
| ---------------------------------- | ------------------ |
| Bezirk der DDR                     | Rostock            |
| Kreisstadt                         | Putbus             |
| Kfz-Kennzeichen                    | A (Bezirk Rostock) |
|                                    |                    |
| Der Kreis Putbus im Bezirk Rostock |                    |

Der Kreis Putbus war von 1952 bis 1955 ein Landkreis auf der Insel Rügen im Bezirk Rostock der DDR.

## Geschichte
Nach dem Ende des Zweiten Weltkrieges fiel der Landkreis Rügen, der die Insel Rügen umfasste, in die Sowjetische Besatzungszone und wurde in das Land Mecklenburg eingegliedert. Am 25. Juli 1952 kam es in der DDR zu einer umfassenden Kreisreform, bei der unter anderem die Länder ihre Bedeutung verloren und neue Bezirke gebildet wurden. Aus dem Gebiet des alten Landkreises Rügen wurden die beiden neuen Kreise Putbus und Bergen gebildet.
Da sich die Teilung der Insel Rügen in zwei Kreise schnell als unzweckmäßig erwies, wurden die Kreise Bergen und Putbus zum 1. Januar 1956 wieder im Kreis Rügen vereinigt.

## Verkehr
Der Kreis Putbus war durch die F96 Saßnitz–Rambin-Berlin an das Fernstraßennetz der DDR angebunden. Eine Eisenbahnverbindung zum Festland bestand mit der Saßnitz–Rambin–Stralsund. Dem Bahnverkehr im Kreisgebiet dienten außerdem die Nebenbahnen Bergen–Putbus–Lauterbach Mole, Lietzow–Binz sowie Altefähr–Göhren.

## Gemeinden
Der Kreis Putbus umfasste den südlichen Teil der Insel Rügen einschließlich der Halbinseln Mönchgut und Zudar. Zum Kreis gehörten die Städte Garz und Putbus sowie die Gemeinden Alt Reddevitz, Altefähr, Altensien, Binz, Dreschvitz, Gager, Groß Schoritz, Gustow, Göhren, Jarkvitz, Karnitz, Kasnevitz, Lancken, Middelhagen, Neu Reddevitz, Baabe, Poseritz, Rambin, Samtens, Seedorf, Sehlen, Sellin, Swantow, Thießow, Zirkow und Zudar.